# Grand Prix Velké Británie 1953
Grand Prix Velké Británie 1953 (oficiálně 6th RAC British Grand Prix) se jela na okruhu Silverstone v Silverstonu ve Velké Británii dne 18. července 1953. Závod byl šestým v pořadí v sezóně 1953 šampionátu Formule 1.

## Kvalifikace
| Poř.   | No. | Jezdec                | Konstruktér           | Čas      | Ztráta |
| ------ | --- | --------------------- | --------------------- | -------- | ------ |
| 1      | 5   | Alberto Ascari        | Ferrari               | 1:48.0   | —      |
| 2      | 24  | José Froilán González | Maserati              | 1:49.0   | + 1.0  |
| 3      | 8   | Mike Hawthorn         | Ferrari               | 1:49.2   | + 1.2  |
| 4      | 23  | Juan Manuel Fangio    | Maserati              | 1:50.0   | + 2.0  |
| 5      | 6   | Nino Farina           | Ferrari               | 1:50.5   | + 2.5  |
| 6      | 7   | Luigi Villoresi       | Ferrari               | 1:51.0   | + 3.0  |
| 7      | 26  | Onofre Marimón        | Maserati              | 1:51.3   | + 3.3  |
| 8      | 29  | Maurice Trintignant   | Gordini               | 1:52.0   | + 4.0  |
| 9      | 28  | Harry Schell          | Gordini               | 1:52.0   | + 4.0  |
| 10     | 14  | Tony Rolt             | Connaught-Lea-Francis | 1:54.0   | + 6.0  |
| 11     | 16  | Ken Wharton           | Cooper-Bristol        | 1:54.0   | + 6.0  |
| 12     | 1   | Lance Macklin         | HWM-Alta              | 1:57.0   | + 9.0  |
| 13     | 11  | Kenneth McAlpine      | Connaught-Lea-Francis | 1:57.6   | + 9.6  |
| 14     | 20  | Peter Whitehead       | Cooper-Alta           | 1:57.8   | + 9.8  |
| 15     | 18  | Jimmy Stewart         | Cooper-Bristol        | 1:58.0   | + 10.0 |
| 16     | 25  | Felice Bonetto        | Maserati              | 1:58.2   | + 10.2 |
| 17     | 3   | Duncan Hamilton       | HWM-Alta              | 2:02.0   | + 14.0 |
| 18     | 17  | Bob Gerard            | Cooper-Bristol        | 2:02.0   | + 14.0 |
| 19     | 10  | Prince Bira           | Connaught-Lea-Francis | 2:04.0   | + 16.0 |
| 20     | 15  | Ian Stewart           | Connaught-Lea-Francis | 2:04.0   | + 16.0 |
| 21     | 19  | Alan Brown            | Cooper-Bristol        | 2:04.0   | + 16.0 |
| 22     | 30  | Jean Behra            | Gordini               | 2:04.0   | + 16.0 |
| 23     | 2   | Peter Collins         | HWM-Alta              | 2:05.0   | + 17.0 |
| 24     | 9   | Louis Rosier          | Ferrari               | 2:07.0   | + 19.0 |
| 25     | 22  | Tony Crook            | Cooper-Bristol        | 2:07.4   | + 19.4 |
| 26     | 31  | Toulo de Graffenried  | Maserati              | 2:08.0   | + 20.0 |
| 27     | 4   | Jack Fairman          | HWM-Alta              | 2:08.4   | + 20.4 |
| 28     | 12  | Roy Salvadori         | Connaught-Lea-Francis | 2:09.0   | + 21.0 |
| 29     | 27  | Louis Chiron          | OSCA                  | Bez času | —      |
| Zdroj: |     |                       |                       |          |        |

## Závod
| Poř.   | No. | Jezdec                | Konstruktér           | Počet kol | Čas/Odstoupení    | Pořadí na startu | Body |
| ------ | --- | --------------------- | --------------------- | --------- | ----------------- | ---------------- | ---- |
| 1      | 5   | Alberto Ascari        | Ferrari               | 90        | 2:50:00           | 1                | 8,5  |
| 2      | 23  | Juan Manuel Fangio    | Maserati              | 90        | + 1:00            | 4                | 6    |
| 3      | 6   | Nino Farina           | Ferrari               | 88        | + 2 kola          | 5                | 4    |
| 4      | 24  | José Froilán González | Maserati              | 88        | + 2 kola          | 2                | 3,5  |
| 5      | 8   | Mike Hawthorn         | Ferrari               | 87        | + 3 kola          | 3                | 2    |
| 6      | 25  | Felice Bonetto        | Maserati              | 82        | + 8 kol           | 16               |      |
| 7      | 10  | Prince Bira           | Connaught-Lea-Francis | 82        | + 8 kol           | 19               |      |
| 8      | 16  | Ken Wharton           | Cooper-Bristol        | 80        | + 10 kol          | 11               |      |
| 9      | 20  | Peter Whitehead       | Cooper-Alta           | 79        | + 11 kol          | 14               |      |
| 10     | 9   | Louis Rosier          | Ferrari               | 78        | + 12 kol          | 24               |      |
| Ret    | 18  | Jimmy Stewart         | Cooper-Bristol        | 79        | Smyk              | 15               |      |
| Ret    | 14  | Tony Rolt             | Connaught-Lea-Francis | 70        | Hřídel            | 10               |      |
| Ret    | 7   | Luigi Villoresi       | Ferrari               | 65        | Náprava           | 6                |      |
| Ret    | 26  | Onofre Marimón        | Maserati              | 65        | Motor             | 7                |      |
| Ret    | 19  | Alan Brown            | Cooper-Bristol        | 56        | Přehřátí          | 21               |      |
| Ret    | 2   | Peter Collins         | HWM-Alta              | 56        | Smyk              | 23               |      |
| Ret    | 4   | Jack Fairman          | HWM-Alta              | 54        | Spojka            | 27               |      |
| Ret    | 12  | Roy Salvadori         | Connaught-Lea-Francis | 50        | Kolo              | 28               |      |
| Ret    | 31  | Toulo de Graffenried  | Maserati              | 34        | Spojka            | 26               |      |
| Ret    | 1   | Lance Macklin         | HWM-Alta              | 31        | Spojka            | 12               |      |
| Ret    | 30  | Jean Behra            | Gordini               | 30        | Palivové čerpadlo | 22               |      |
| Ret    | 15  | Ian Stewart           | Connaught-Lea-Francis | 24        | Zapalování        | 20               |      |
| Ret    | 29  | Maurice Trintignant   | Gordini               | 14        | Náprava           | 8                |      |
| Ret    | 3   | Duncan Hamilton       | HWM-Alta              | 14        | Spojka            | 17               |      |
| Ret    | 17  | Bob Gerard            | Cooper-Bristol        | 8         | Zavěšení          | 18               |      |
| Ret    | 28  | Harry Schell          | Gordini               | 5         | Elektronika       | 9                |      |
| Ret    | 11  | Kenneth McAlpine      | Connaught-Lea-Francis | 0         | Odstoupil         | 13               |      |
| Ret    | 22  | Tony Crook            | Cooper-Bristol        | 0         | Palivový systém   | 25               |      |
| DNS    | 27  | Louis Chiron          | OSCA                  | 0         | Nestartoval       |                  |      |
| Zdroj: |     |                       |                       |           |                   |                  |      |

Poznámky
1. 1 2  Alberto Ascari a José Froilán González získali půl bodu za zajetí nejrychlejšího kola.

## Průběžné pořadí po závodě
Pohár jezdců
|   | Pořadí | Jezdec                | Body        |
| - | ------ | --------------------- | ----------- |
|   | 1      | Alberto Ascari        | 33,5 (36,5) |
|   | 2      | Mike Hawthorn         | 16          |
| 1 | 3      | José Froilán González | 13,5 (14,5) |
| 1 | 4      | Luigi Villoresi       | 13          |
| 2 | 5      | Juan Manuel Fangio    | 13          |